# Сандему, Маргит
Маргит Сандему (норв. Margit Sandemo; урождённая Ундердал; 23 апреля 1924 — 1 сентября 2018) — норвежская писательница в жанрах исторического фэнтези и бульварной литературы. Её книги переведены и издаются на русском, датском, финском, немецком, венгерском, исландском, норвежском, польском и шведском языках. Маргит Сандему является внучкой знаменитого норвежского писателя, нобелевского лауреата 1903 года по литературе Бьёрнстьерне Бьёрнсона по линии его незаконнорождённого сына Андерса Ундердала.

## Биография
Жила на юге Швеции в течение почти всего года, за исключением лета, когда она жила в Норвегии. Маргит писала с начала 1964 года. В её книгах сверхъестественные темы переплетаются с историческими фактами, что сделало её весьма популярной в скандинавских странах и за их пределами. Она написала несколько внесерийных книг, но наибольшую известность ей принесла серия из 47 романов «Люди льда» (швед. Sagan om Isfolket, англ. The Legend of the Ice People), в которую в частности вошли «Колдун», «Легенда о Царстве Света», «Чёрные Рыцари», «Синий свет», «История о Горной долине», «Волшебные Руны». Серия рассказывает о жизни рода «Люди льда» с XVI века до наших дней, и о том, как они борются с семейным проклятием.
Мировоззрение книг Сандему опирается на некоторые концепции из христианской философии, скандинавский фольклор и течение нью-эйдж. В ряде интервью Сандему заявляла, что обладает сверхъестественными способностями и имеет (как и другие люди, по её мнению) духа-хранителя, который помогает ей. По её словам, она начала писать книги как средство для ухода от реальности. Из первых публикаций изображения сверхъестественного удалялись по настоянию издателей, но в 1978 году она отказалась продолжать писать на таких условиях.
Сандему не верила в Бога и критически относилась к церкви. Эти взгляды были отражены в её книгах и интервью и вызвали критику со стороны теологов. При этом она предполагала, что писать книги её побуждает Люцифер, которого она рассматривает в качестве трагического, а не отрицательного персонажа. В 1993 году религиоведы Ромархейм и Хольтер критически называли её «духовной наставницей Скандинавии», считая, что она пропагандирует оккультный взгляд на мир и заигрывает с «тёмными силами». Они также называли мир её книг «вселенной беспокойства и страха» в противовес «вселенной безопасности» христианского мировоззрения.